# Župna kuća
Župna kuća, župni stan, župni dvor ili župni dom, naziv je za prostor (najčešće građevinu) u kojemu obitavaju župnik, kapelan i ostali svećenici iz pojedine župe. Najčešće se nalazi odmah uz ili u blizini župne crkve. Naziva se i rektoratom župe.
Biskupovo prebivalište naziva se biskupski stan ili biskupski dvor, a nadbiskupovo nadbiskupski stan ili nadbiskupski dvor.
Župni, biskupski i nadbiskupski dvor nazivaju se crkvenim rektoratima ili klerskim kućama.
U Anglikanskoj zajednici naziva se vikarijat, jer se župa naziva vikarija, a poglavar župe vikar.
U protestantizmu je uvriježen naziv pastorijat ili pastorova kuća.
Ako u pojedinoj katoličkoj župi djeluju i redovnici, a nema samostana, i oni žive u župnom dvoru. Takav se oblik stanovanja najčešće veže uz časne sestre koje u manjim župama djeluju kao ispomoć župniku u izostanku kapelana.

## Vanjske poveznice
|  | Zajednički poslužitelj ima još gradiva o temi Crkveni rektorati |